# Michael Jeffery
Pour les articles homonymes, voir Jeffery.
Michael Jeffery, né le 12 décembre 1937 à Wiluna (Australie-Occidentale), et mort le 18 décembre 2020, est un militaire et homme d'État australien. Il est gouverneur d'Australie-Occidentale du 1er novembre 1993 au 17 août 2000 puis gouverneur général d'Australie du 10 août 2003 au 5 septembre 2008.
Jeffery fait ses études à la Kent Street Senior High School de Perth avant d'être admis au collège militaire royal de Duntroon, où il obtient son diplôme en 1958. Au cours de son affectation au Viêt Nam, il reçoit la Military Cross. Il quitte l'Armée australienne avec le grade de major-général pour devenir gouverneur d'Australie-Occidentale. Le 11 août 2003, il devient le premier militaire à être nommé gouverneur général d'Australie, par la reine Élisabeth II.

## Carrière militaire
À seize ans, Jeffery quitte Perth pour entrer au Collège militaire royal de Duntroon, à Canberra. Après avoir obtenu son diplôme en 1958, il sert à un certain nombre de postes subalternes avant d'être affecté en Malaisie en 1962. De 1966 à 1969, il est en mission en Papouasie-Nouvelle-Guinée. Durant cette affectation, il épouse Marlena Kerr, originaire de Sydney. Il est ensuite affecté au Viêt Nam, période au cours de laquelle il reçoit la Military Cross. Jeffery reste convaincu de nos jours que la participation de l'Australie à la guerre du Viêt Nam est justifiée : « Je crois que la guerre du Viêt Nam était une juste cause, dans les circonstances de l'époque », déclare-t-il durant un entretien. 
En 1972, il est promu lieutenant-colonel au 2e bataillon de commandement du régiment des Îles du Pacifique. En 1975, il assume le commandement du Special Air Service, à Perth, et est par la suite promu colonel et nommé premier directeur des Forces d'action spéciale de l'armée de terre, restant en poste du 7 janvier 1976 au 22 octobre 1977. Il contribue à la conception de la défense du nord de l'Australie et, en tant que directeur des Forces d'action spéciale, il prépare le développement du concept et des moyens de lutte de l'Australie contre le terrorisme. 
De 1981 à 1983, il dirige l'autorité de lutte contre le terrorisme. En 1985, il est promu major-général et nommé commandant en chef de la 1re Division australienne. En 1990, il devient sous-chef d'état-major et l'année suivante, est nommé directeur adjoint de l'état-major chargé du matériel.
Bien qu'il prend sa retraite de l'armée en 1993, il est toujours considéré comme colonel honoraire du Special Air Service Regiment, dans lequel il préside la cérémonie de présentation des nouvelles recrues au régiment.

## Gouverneur d'Australie-Occidentale
En novembre 1993, Jeffery est nommé gouverneur d'Australie-Occidentale. Au cours de ses sept années de mandat, il explique, lors d'un certain nombre de déclarations publiques, ses vues conservatrices sur le mariage, le sexe et l'éducation. Il reçoit quelques critiques de l'opposition travailliste et de syndicats de journalistes pour avoir pris position sur les questions politiques. 
Sur le Mardi-Gras des Gays et Lesbiennes de Sydney, Jeffery dit : « Les instincts les plus bas sont titillés lors de la retransmission à la télévision d'événements comme le Mardi Gras, où, sous prétexte d'une fête colorée et de déguisements, on simule publiquement une activité homosexuelle et on montre une image dégradante pour les religions traditionnelles sous prétexte d'humour. ».
Il explique aussi : « Une étude britannique a trouvé un lien statistique direct entre les familles monoparentales et presque tous les principaux types de criminalité, y compris les vols avec agression, la violence contre les étrangers, les vols de voiture et les cambriolages. Et la même chose est vraie… en Australie occidentale. »

## Gouverneur général d'Australie
Par suite de la démission du précédent gouverneur général, le docteur Peter Hollingworth, le Premier ministre John Howard annonce, le 22 juin 2003 qu'il choisit le major-général Jeffery pour lui succéder. Il est officiellement nommé par Élisabeth II, reine d'Australie, prêtant serment le 11 août 2003, devenant le premier militaire australien à devenir gouverneur général. 
Sa nomination est généralement bien accueillie, mais il y a quelques commentaires critiques sur la nomination d'un nouvel homme anglo-australien au poste ainsi que sur ses précédents commentaires conservateurs. Un journaliste écrit dans The Australian : « Jeffery est le parfait gouverneur général pour Howard. Cet ancien soldat est profondément conservateur, imprégné des valeurs de l'armée et ardent partisan des valeurs familiales traditionnelles. »
Il ne fait aucune excuse pour ses propos et déclare : « Je pense que je serai en mesure de parler assez facilement de différentes questions, principes, valeurs et normes en tant que gouverneur général. » À partir de son entrée en fonction, il garde cependant un profil bas. Certains journalistes supposent qu'il est prié de le faire par Howard. Seulement 14 % des personnes interrogées pour l'étude d'un journal en août 2006 reconnaissent sa photographie.
En 2007, en tant que gouverneur général, le général Jeffery est nommé colonel en chef du Royal Australian Army Medical Corps, succédant à l'ancien colonel en chef, Sa Majesté la reine-mère Élisabeth. À l'avenir, il est prévu que les futurs gouverneurs généraux conservent cette fonction.
Il est aussi chef des scouts australiens. Traditionnellement, le Gouverneur général d'Australie occupe cette fonction. Il est nommé par le Comité exécutif national de l'Association du Scoutisme puis il est invité par le président de l'Association des Scouts à accepter sa nomination. Jeffery a été un chef scout actif,,.

## Distinctions
- Chevalier du Très vénérable ordre de Saint-Jean (KStJ - 1994)[9]
- Compagnon de l'Ordre d'Australie (AC - 1996)[10]
- Commandeur de l'Ordre royal de Victoria (CVO - 2000)[11]
- Médaille du Centenaire (Centenary Medal - 2001)[12]